# 温琴佐·格里福
温琴佐·格里福（義大利語：Vincenzo Grifo，1993年4月7日—）是一位意大利足球运动员，于场上司职中场，自2019年起效力于德甲俱乐部弗赖堡，并代表意大利国家队参加国际比赛。

## 俱乐部生涯

### 早年
格里福出生于德国的一个意大利移民家庭，其父母分别来自西西里岛和普利亚。他年仅3岁半时便已开始跟随VfR普福尔茨海姆训练，并一直效力至U-13梯队。经过此后四年在日耳曼尼亚布洛青根的青训时光，格里福于2010年重返VfR的继任俱乐部普福尔茨海姆。2011年夏天，他又转投卡尔斯鲁厄青年队参加U-19德甲联赛，并在19场比赛中射入6球及送出10次助攻。

### 霍芬海姆
2012年7月，格里福以自由转会的方式加盟德甲俱乐部霍芬海姆1899，并与俱乐部签订了一份为期两年的合同，初期代表二队出战。在那里，他于2012-13赛季德国地区联赛作为常规球员确立了自己的地位，并在前六场比赛中射入5球。为此，格里福迅速被提升至一线队，至2012年10月19日以3-2战胜格罗伊特菲尔特的当季德甲第9轮比赛中首次代表一线队上阵，于第70分钟替换宇佐美贵史登场。其出色的表现为他赢得了一份两年的续约合同，在2012-13赛季，他总共在德甲替补出场12次，在地区联赛中出场13次及射入5球。2013年夏天，格里福被正式升入职业队，并获得了32号球衣。2014年1月9日，格里福被外借到德乙俱乐部德累斯顿迪纳摩直至赛季结束。他在那里获得了比在霍芬海姆更多的上场时间，但迪纳摩于在赛季末降级至德丙联赛。至2014-15赛季，格里福又被租借到德乙俱乐部FSV法兰克福，共录得35次出场，射入7球及有10次助攻。

### 弗赖堡
2015年7月，德乙俱乐部弗赖堡斥资150万欧元将格里福招致麾下，作为交换，则转投霍芬海姆。2015-16赛季，格里福于31场联赛射入14球并送出15次助攻，在帮助俱乐部以德乙冠军身份升入德甲的过程中发挥了关键作用。至2016-17赛季德甲，他也上阵30场，射入6球及送出12次助攻，帮助弗赖堡以第七名完赛，顺利获得参加欧洲联赛的资格。

### 辗转门兴返回霍芬海姆及弗赖堡
2017年5月28日，德甲竞争对手普鲁士门兴格拉德巴赫宣布与格里福签下一份为期四年的合同，转会费未公开，据信约为600万欧元。转会于7月1日完成。在接下来的赛季中，他共上阵17场，没有取得入球。
至2018-19赛季，格里福回到霍芬海姆，与俱乐部签订了一份期至2022年6月30日届满的合同。在时任主教练尤利安·纳格尔斯曼的带领下，格里福于赛季前半程仅出场7次及射入1球，之后于2019年1月初租借回到弗赖堡直到赛季结束。他在弗赖堡找到了恢复良好状态的方法，并立即成为团队中的佼佼者，正如他此前于2015年至2017年间表现的那样。
在2019-20赛季夏季转会窗临近关闭时，弗赖堡永久签下了格里福。据媒体报道，费用约为700万欧元。2022年10月22日，格里福射入个人德甲第39球，帮助弗赖堡以2-0战胜云达不来梅，并超越同胞卢卡·托尼成为德甲历史上的意大利籍最佳射手。同年11月13日，在以4-1战胜柏林联的比赛中，他又于前20分钟便上演了个人的首个德甲帽子戏法。

## 国家队生涯
2013年9月6日，格里福在埃瓦尼的带领下首次代表意大利20岁以下青年队出场，在卢加诺以3-3战平瑞士的比赛中射入1球。2013年10月14日，格里福又首次得到意大利21岁以下青年队主教练的征召，参加了对阵比利时的2015年欧洲U-21足球锦标赛预选赛。
2018年11月9日，意大利足协公布了麾下的意大利国家足球队27人大名单，以参加11月17日在米兰对阵葡萄牙的2018–19年歐洲國家聯賽以及11月20日在亨克对阵美国的友谊赛，当中包括首次入选成年队的格里福。在对阵美国的比赛中，格里福于下半时替换登场，完成成年组国家队首秀。2019年10月15日，在2020年欧洲足球锦标赛预选赛中，他又首次代表意大利首发，帮助球队客场以5-0战胜列支敦士登。2020年11月11日，格里福在意大利主场以4-0战胜爱沙尼亚的友谊赛中射入他代表意大利的第一和第二粒入球，其中上半场射入首粒，下半场则是通过点球射入第二粒。2022年11月16日，他在与阿尔巴尼亚的友谊赛中再次梅开二度。

### 国家队入球
| #. | 日期           | 场地                               | 上阵 | 对手       | 入球 | 比分 | 赛事   |
| -- | -------------- | ---------------------------------- | ---- | ---------- | ---- | ---- | ------ |
| 1  | 2020年11月11日 | 意大利锡耶纳，阿達美奧法蘭基球場   | 4    | 爱沙尼亚   | 1–0  | 4–0  | 友谊赛 |
| 2  | 2020年11月11日 | 意大利锡耶纳，阿達美奧法蘭基球場   | 4    | 爱沙尼亚   | 3–0  | 4–0  | 友谊赛 |
| 3  | 2022年11月16日 | 阿尔巴尼亚地拉那，科姆伯塔雷竞技场 | 7    | 阿尔巴尼亚 | 2–1  | 3–1  | 友谊赛 |
| 4  | 2022年11月16日 | 阿尔巴尼亚地拉那，科姆伯塔雷竞技场 | 7    | 阿尔巴尼亚 | 3–1  | 3–1  | 友谊赛 |